# Rolls-Royce Phantom Coupé
Der Rolls-Royce Phantom Coupé ist ein weitgehend handgefertigtes Oberklassefahrzeug des britischen Automobilherstellers Rolls-Royce. Das Coupé wurde von 2008 bis 2016 produziert und basierte auf dem Phantom VII.

## Geschichte, Design und Technik
Das Fahrzeug wurde am 6. März 2008 auf dem Genfer Auto-Salon vorgestellt nachdem das Phantom Drophead Coupé bereits 2007 der Öffentlichkeit präsentiert wurde. Bei der Produktion wurde die Plattform der Limousine Phantom VII benutzt. Das Design orientierte sich stark an dem Konzeptfahrzeug Rolls-Royce 100 EX.
Die Türen sind wie bei den Gegenwartsmodellen von Rolls-Royce typisch hinten angeschlagen. Der V-Motor mit 338 kW (460 PS) maximaler Leistung hat 12 Zylinder, 6,75 Liter Hubraum und gibt maximal 720 Nm Drehmoment ab. Das Automobil beschleunigt in 5,8 Sekunden von 0–100 km/h und erreicht eine Höchstgeschwindigkeit von 250 km/h. Das Phantom Coupé verbraucht innerorts 20,5 l/100 km und außerorts: 9,6 l/100 km, was im Mittel einer  CO2-Emission von 377 g pro Kilometer entspricht.
Rolls-Royce bietet bei der Außenfarbe und Innenausstattung sehr individuelle Lösungen an; der Dachhimmel zeigt auf Wunsch nachgebildete Sterne bei Nachtfahrten. Das Fahrzeug wurde in der britischen Automobilsendung Top Gear der BBC äußerst positiv beurteilt. Das Phantom Coupé kostete rund 440.000 Euro.
Der Phantom VIII als Nachfolger der Limousine kam Anfang 2018 in den Handel. Das Coupé und Cabriolet erhielten keine Nachfolger.

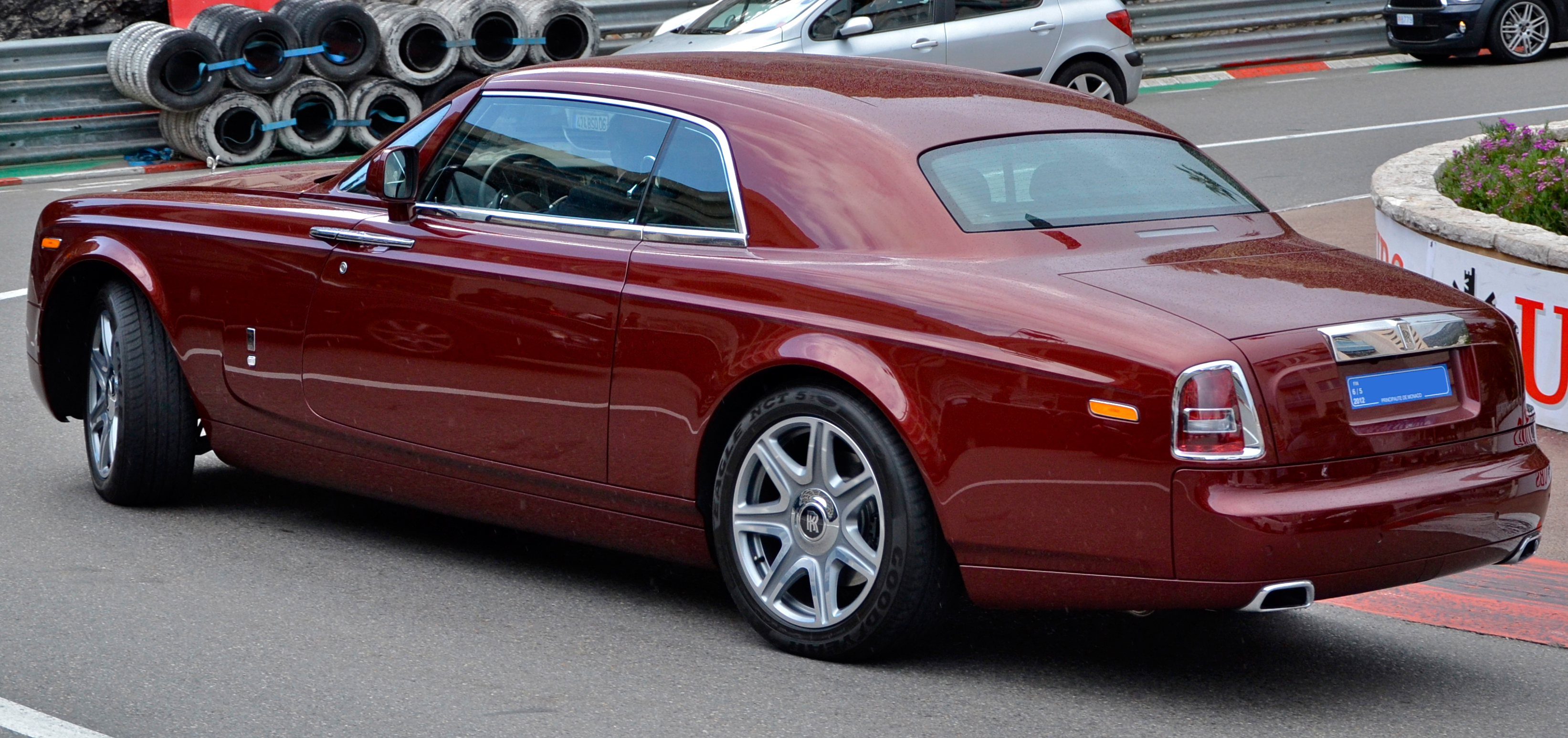
Seitenansicht
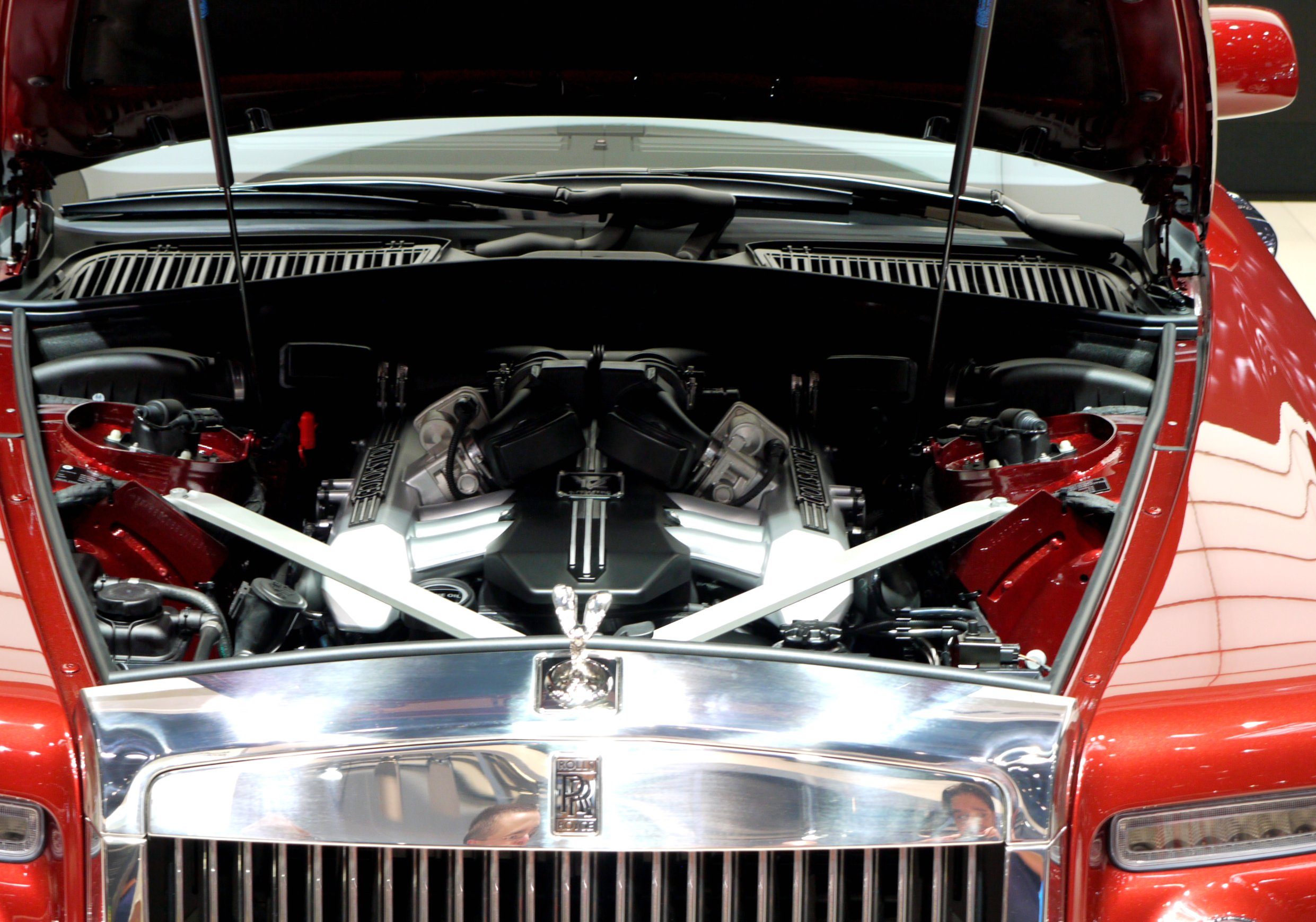
Motorraum
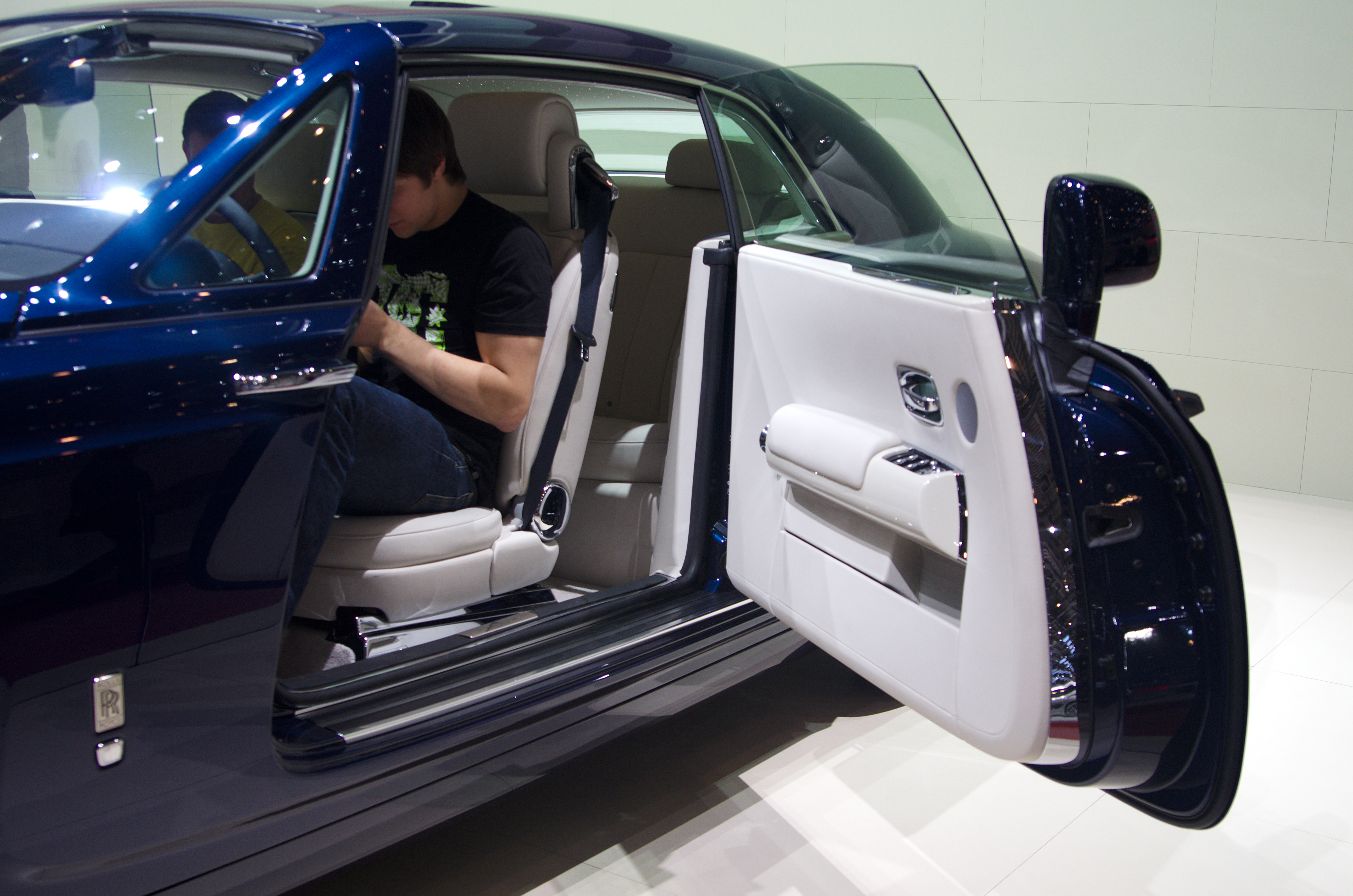
Hinten angeschlagene Fahrertür

| Motor:                                                             | 12-Zylinder-V-Motor (Viertakt), Gabelwinkel 60°                                                                               | 12-Zylinder-V-Motor (Viertakt), Gabelwinkel 60°                                                                               | 12-Zylinder-V-Motor (Viertakt), Gabelwinkel 60°                                                                               |
| Hubraum:                                                           | 6749 cm³ | 6749 cm³ | 6749 cm³ |
| Bohrung × Hub:                                                     | 92 × 84,6 mm | 92 × 84,6 mm | 92 × 84,6 mm |
| Leistung bei 1/min:                                                | 338 kW (460 PS) bei 5350 | 338 kW (460 PS) bei 5350 | 338 kW (460 PS) bei 5350 |
| Max. Drehmoment bei 1/min:                                         | 720 Nm bei 3500 | 720 Nm bei 3500 | 720 Nm bei 3500 |
| Verdichtung:                                                       | 11:1 | 11:1 | 11:1 |
| Gemischaufbereitung:                                               | Direkteinspritzung | Direkteinspritzung | Direkteinspritzung |
| Ventilsteuerung:                                                   | DOHC, Kette, Valvetronic, Doppel-VANOS                                                                                        | DOHC, Kette, Valvetronic, Doppel-VANOS                                                                                        | DOHC, Kette, Valvetronic, Doppel-VANOS                                                                                        |
| Kühlung:                                                           | Wasserkühlung | Wasserkühlung | Wasserkühlung |
| Getriebe:                                                          | ZF-Achtgang-Automatik Hinterradantrieb                                                                                        | ZF-Achtgang-Automatik Hinterradantrieb                                                                                        | ZF-Achtgang-Automatik Hinterradantrieb                                                                                        |
| Radaufhängung vorn:                                                | Obere Dreiecklenker, untere Querlenker, Diagonal-Zugstreben, Luftfederung                                                     | Obere Dreiecklenker, untere Querlenker, Diagonal-Zugstreben, Luftfederung                                                     | Obere Dreiecklenker, untere Querlenker, Diagonal-Zugstreben, Luftfederung                                                     |
| Radaufhängung hinten:                                              | Untere Vierpunktlenker, obere Quer- und Schräglenker, Luftfederung, autom. Niveauregulierung, elektronisch geregelte Dämpfung | Untere Vierpunktlenker, obere Quer- und Schräglenker, Luftfederung, autom. Niveauregulierung, elektronisch geregelte Dämpfung | Untere Vierpunktlenker, obere Quer- und Schräglenker, Luftfederung, autom. Niveauregulierung, elektronisch geregelte Dämpfung |
| Bremsen:                                                           | Innenbelüftete Scheibenbremsen rundum (Durchmesser v/h 37,4/37 cm), Servo, ABS                                                | Innenbelüftete Scheibenbremsen rundum (Durchmesser v/h 37,4/37 cm), Servo, ABS                                                | Innenbelüftete Scheibenbremsen rundum (Durchmesser v/h 37,4/37 cm), Servo, ABS                                                |
| Lenkung:                                                           | Zahnstangenlenkung, servounterstützt                                                                                          | Zahnstangenlenkung, servounterstützt                                                                                          | Zahnstangenlenkung, servounterstützt                                                                                          |
| Karosserie:                                                        | Leichtmetall (Space Frame-Struktur), selbsttragend, mit Hilfsrahmen                                                           | Leichtmetall (Space Frame-Struktur), selbsttragend, mit Hilfsrahmen                                                           | Leichtmetall (Space Frame-Struktur), selbsttragend, mit Hilfsrahmen                                                           |
| Spurweite vorn/hinten:                                             | 1686/1676 mm | 1686/1676 mm | 1686/1676 mm |
| Radstand:                                                          | 3320 mm | | |
| Abmessungen:                                                       | 5612 × 1987 × 1598 mm | | |
| Leergewicht:                                                       | 2580 kg | | |
| Höchstgeschwindigkeit:                                             | 250 km/h | 250 km/h | 250 km/h |
| 0–100 km/h:                                                        | 5,8 s | | |
| Kraftstoffverbrauch (nach EWG-Richtlinie, kombiniert in l/100 km): | 14,8 Super Plus | | |
| Preis (Euro):                                                      | 441.371 (2016) | | |